# NGC 2665
NGC 2665 est une galaxie spirale barrée située dans la constellation de l'Hydre. NGC 2665 a été découverte par l'astronome américain Frank Müller en 1886.

## Caractéristiques
La classe de luminosité de NGC 2665 est I et elle présente une large raie HI. On y trouve également des régions HII

### Distance
Sa vitesse par rapport au fond diffus cosmologique est de 2 028 ± 21 km/s, ce qui correspond à une distance de Hubble de 29,9 ± 2,1 Mpc (∼97,5 millions d'al).

### Morphologie
NGC 2665 a été utilisée par Gérard de Vaucouleurs comme une galaxie de type morphologique (R1')SAB(rs)ab pec/BCD dans son atlas des galaxies,.
La présence d'un anneau externe ((R'_1) dans la classification de NASA/IPAC) est également visible sur les images de cette galaxie, mais c'est moins évident pour l'anneau interne (r).

### Luminosité dans l'infrarouge
La luminosité de la galaxie NGC 2665 dans l'infrarouge lointain (de 40 à 400 µm)  est égale à 8,51 × 109 {\displaystyle L_{\odot }} (109,93{\displaystyle L_{\odot }}) et sa luminosité totale dans l'infrarouge (de 8 à 1 000 µm) est de 1,20 × 1010 {\displaystyle L_{\odot }} (1010,08{\displaystyle L_{\odot }}).